# Viburnum tridentatum
Espèce
Synonymes
- Oreinotinus obovatus Oerst.[1]

Statut de conservation UICN

 VU D2 : Vulnérable
Viburnum tridentatum est une espèce de plantes de la famille des Viburnaceae.

## Publication originale
- Bulletin of the Torrey Botanical Club 57(4): 251. 1931.